# Романчук, Ярослав Чеславович
Яросла́в Чесла́вович Романчу́к (бел. Яраслаў Часлававіч Раманчук, пол. Jarosław Romańczuk; род. 10 января 1966 года, городской посёлок Сопоцкин, Гродненский район в Гродненской области Беларуси) — известный украинский и белорусский экономист польского происхождения, автор книг об экономике и реформах в странах постсоветского пространства, руководитель экономических реформ Офиса простых решений и результатов (Киев), президент Научно-исследовательского центра Мизеса (Минск), основатель белорусской школы либерального устойчивого развития. Консультант по экономике бизнеса, власти и НГО на Украине.
Специализируется по реформам экономики на постсоциалистическом пространстве. Лауреат международных премий за книги о феномене экономического чуда и системных рыночных реформ для переходных стран. Автор свыше 6500 публикаций на экономическую тему в различных печатных и электронных изданиях Беларуси, России, Украины, США, Польши и других стран. Автор 13 книг по экономике, реформам, транзиту от госплана к свободному рынку.
Был кандидатом в президенты Беларуси на выборах 2010 года, по официальным данным занял 3-е место.
В 2021 году был вынужден покинуть Беларусь и с тех пор постоянно проживает и работает на Украине.

## Биография
Окончил Минский государственный лингвистический университет, аспирантуру Республиканского института высшей школы при Белорусском государственном университете, кафедра экономических учений.
Кроме базового образования в ноябре-декабре 1995 г. окончил Институт экономического развития Международного банка реконструкции и развития (г. Минск, Беларусь) по специализации: микро и макроэкономика.
В период с 1998 года по 2003 год обучался в следующих учреждениях: Университет штата Колорадо (США), Университет штата Вермонт (США), Университет Бритиш Коламбия (Канада), Университет Калифорнии в Лос-Анджелес (США), Бентли Колледж (Бостон, США). В 2002 году стажировался в США по теме «Глобализация и мировая торговля. Роль ВТО» и в Школе Всемирного банка по пенсионной реформе (Польша). В июле 2005 года окончил Первый Международный летний институт государственного управления Всемирного банка (Латвия).
Владеет 5 языками: английский, французский, польский, украинский, русский.
Трудовую деятельность начал с преподавателя. Работал главным специалистом Комиссии по экономической политике и реформам Верховного Совета Республики Беларусь 13-го созыва.
Январь 1997 — май 2002 гг. — экономический обозреватель, затем заместитель главного редактора, исполнительный директор еженедельника «Белорусская газета».
С февраля 2002 года президент «Научно-исследовательского центра Мизеса».
С 1997 года по декабрь 2005 год ведущий эксперт Аналитического центра «Стратегия», а с 2006 года по 2021 год его исполнительный директор.
После того как 14 июля 2021 года в Беларуси прошли массовые обыски в правозащитных и других общественных организациях, он покинул страну и переехал в Украину.
С августа 2021 года руководитель экономических реформ Офиса простых решений и результатов (Киев, Украина).
Женат, имеет 2 сыновей.

## Экономическая деятельность
Известный представитель и популяризатор Австрийской экономической школы на постсоветском пространстве. Эксперт по проблемам системных социально-экономических трансформаций. Эксперт по проблемам европейской интеграции и сотрудничества стран на постсоциалистическом пространстве. Автор концепции интеграции Беларуси в ЕС. Автор Антикоррупционной программы Беларуси и других концептуальных документов. Автор экономической части проекта Конституции Республики Беларусь «Как защитить человека от государства».
В Украине представил экономические программы «Украина — новый Запад. Экономика $500 миллиардов для 50 млн украинцев к 2030 году» и «Экономика военного времени. Что делать».
В январе 2009 года работал в составе межведомственной рабочей группы при Совете министров Республики Беларусь для выработки плана действий по развитию странового маркетинга Республики Беларусь.
В апреле 2009 года книга Романчука «В поисках экономического чуда. Уроки для Беларуси» получила Гран-при международной премии имени сэра Энтони Фишера от Фонда экономических исследований Атлас в категории «молодые институты».
Был председателем Рабочей группы по выработке Национальной платформы бизнеса Беларуси в период 2006—2019 гг. За это время было разработано и принято 13 документов. Автор альтернативного законопроекта о бюджете, налоговой системе, концепции пенсионной и административной реформы, альтернативного законопроекта о приватизации, а также реформы системы здравоохранения.
С октября 2016 г. по феврале 2018 г. был членом Рабочей группы правительства по выработке Стратегии развития предпринимательства, членом президентского Совета по развитию предпринимательства Беларуси и членом Рабочей группы правительства по реформированию налоговой системы.
2014—2019 гг. — консультант бизнес-сообществ Туниса, Алжира, Узбекистана, Азербайджана, Приднестровья по реформе делового климата.
Член Международного общества индивидуальных свобод, лауреат ежегодной награды Свободы ISIL 2003 года, Лауреат премий Фонда экономических исследований Атлас (2006—2007 гг.), лауреат премии имени сэра Энтони Фишера в 2006 и премии Темплтона в 2007 году за книги «Беларусь: дорога в будущее» и «Бизнес Беларуси: в круге первом» соответственно. Первый участник от Беларуси в международной ассоциации Общество «Мон Пелерин». Награждён премией «Лучший адвокат свободы в Украине в 2021 году», присуждаемой Ayn Rand Center in Ukraine.
24 февраля 2022 года должен был выступать перед украинскими политиками и экспертами и презентовать собственную экономическую программу «Украина — новый Запад. Экономика $500 миллиардов для 50 млн украинцев к 2030 году». Однако из-за начавшегося вторжение России в Украину представление программы было отложено на неопределённое время. В марте 2022 года представил украинцам экономическую программу «Экономика военного времени. Что делать».

В мае 2023 года в Украине вышла новая книга Ярослава Романчука «Новый Запад. Украинская мечта». В ней представлена пошаговая программа по экономическим изменениям, которые необходимы Украине, чтобы стать успешной и богатой страной. Книга была издана при поддержке основателей компании НОВАЯ ПОЧТА Вячеслава Климова и Владимира Поперешнюка.

## Политическая деятельность
С апреля 2000 года — заместитель председателя Объединённой гражданской партии (Беларусь). Обязанности: международные отношения, выработка экономических программ и законопроектов, а также стратегии развития страны. Автор альтернативного законопроекта о бюджете, налоговой системы, концепции пенсионной, административной реформы, альтернативного законопроекта о приватизации, военной реформе, а также реформе системы здравоохранения.
Был выдвинут кандидатом в депутаты Палаты Представителей по списку Объединённых демократических сил на выборах, которые состоялись 28 сентября 2008 года, выборы проиграл. Согласно данным экзитпола, проведённого независимыми социологами, он набрал около 65 % голосов, но власти сфальсифицировали результаты.
Один из разработчиков Антикризисной платформы Объединённых демократических сил в РБ.
31 мая 2010 года стал кандидатом в президенты Беларуси на выборах 2010 года. В качестве кандидата в президенты презентовал программу «Миллион новых рабочих мест для Беларуси». Рейтинг Романчука по социологическим исследованиям с июня по ноябрь составлял от 1,0 до 8,2 % процентов. Во время официального экзит-полла рейтинг Романчука составлял 3,36 процента. Согласно официально заявленных результатов выборов президента Романчук набрал 1,98 процента голосов избирателей.
17 апреля 2011 года вышел из Объединённой гражданской партии и завершил политическую деятельность.

## Книги
Автор следующих книг:
- «Беларусь: выбор экономического будущего» (1999);
- «Либерализм. Идеология счастливого человека» (2007);
- «В поисках экономического чуда» (2008);
- «Либерализм. Идеология счастливого человека» (2010, 2-е издание в Украине);
- «Антикризисный план для Беларуси» (2011);
- «Теория и практика провалов государства. У новой политической экономии» (2014);
- «Новый Запад. Украинская мечта» (2023).

Соавтор следующих книг:
- «Национальные интересы Республики Беларусь» (1998);
- «Беларусь: дорога в будущее. Книга для парламента» (июль 2005);
- «Экономическая конституция Республики Беларусь» (2007);
- «Беларусь на разломе» (2008);
- «Беларусь: транзитная зона. Книга для парламента» (2009);
- «Либертарианство: доступно и просто» (2009);
- «Беларусь 20/20. В лабиринте экономической идентичности» (2011).

## Информационная деятельность
Текущая:
https://www.facebook.com/Jaroslav.Romanchuk - персональная страница в Фейсбуке (на начало 2023 г. — 20 тысяч подписчиков).
https://t.me/Jaroslav_Romanchuk - персональный канал в Телеграмме.
Экономика здравого смысла с Ярославом Романчуком — персональный Youtube-канал (на начало 2023 г. — 20,8 тысяч подписчиков).
ЯРОСЛАВ РОМАНЧУК Libertarian Site — плейлист на Youtube-канале Libertarian.
Экономическая матрица RE:THINK- цикл лекций по базовым вопросам и теориям экономики на Youtube канале.
В прошлом:
https://vk.com/romanchuk_jaroslav - 13400 друзей и подписчиков, http://ok.ru/jaroslavromanchuk/statuses — 8500 друзей и подписчиков.
Youtube канал «Народная экономика» на OGP TV (105000 подписчиков).
Интернет радио https://primus.by/.
Постоянный гость ведущих медиа и каналов в социальных сетях Украины, Беларуси, США, Польши и других стран Евросоюза.